# مصطفی رشید پاشا
مصطفی رشید پاشا (به ترکی:Mustafa Reşid Paşa؛ زاده ۱۳ مارس ۱۸۰۰، قسطنطنیه، امپراتوری عثمانی - درگذشته ۱۷ دسامبر ۱۸۵۸)، سیاستمدار عثمانی در قرن نوزدهم بود که شش بار به سمت رئیس‌الوزرایی امپراتوری عثمانی انتخاب شد. وی یکی از بنیانگذاران و تدوین کنندگان اصلی تنظیمات عثمانی بود.
رشید پاشا از سنین جوانی و با ارتباطات خانوادگی به خدمات دولتی گمارده شد. وی در سالهای ۱۸۳۴ و ۱۸۳۶ به ترتیب سفارت عثمانی در فرانسه و انگلستان را عهده‌دار گردید و در سال ۱۸۳۷ تحت حکومت محمود دوم به عنوان وزیر خارجه انتخاب شد؛ وی در سالهای ۱۸۳۸ و ۱۸۴۱ دگربار به ترتیب سفیر دولت عثمانی در لندن و پاریس گردید. در طول این دوران اقامت در اروپا، به یادگیری زبان فرانسوی همت گماشت و با سیاستمداران اروپایی ارتباط و دوستی برقرارکرد.
عبدالمجید یکم (فرزند محمود دوم)، راه اصلاحات پدر را ادامه داد و رشید پاشا نیز مأمور تهیه طرح‌های اصلاحی جدید گردید و بدینوسیله «خط شریف» که شامل برنامه‌های اصلاحی بود و طراح اصلی آن نیز شخص رشید پاشا بود در ۳ نوامبر ۱۸۳۹ اعلام گردید. در این طرح بر ضرورت رعایت حقوق برابر همه ساکنین امپراتوری و به خصوص اقلیت مسیحی و یهودی تأکید شده‌بود. هرچند تمام این طرح‌ها مطابق برنامه اعلام شده اجرا نشد اما حرکت جدیدی بود و رشید پاشا را به عنوان شخصی مدرن و طرفدار اصلاحات معرفی کرد.
اصلاحات رشید پاشا شامل ۱- الغای تجارت برده‌داری ۲- تدوین قوانین جدید تجاری و جنایی و ۳- یک رشته اصلاحات اداری به منظور برقرار کردن نظام شایسته‌سالارانه و کاهش بی‌نظمی‌های اداری بود.
وی از هواداران دولت‌های بریتانیا و فرانسه بود و در هنگام آغاز جنگ کریمه در ۱۸۵۳ وزیرالوزرای دولت عثمانی به شمار می‌رفت.